# Hindås
Hindås ist ein Ort (tätort) in der schwedischen Provinz Västra Götalands län und der historischen Provinz Västergötland. Er liegt in der Gemeinde Härryda, etwa 25 km  östlich von Göteborg, an der Eisenbahnstrecke zwischen Göteborg und Borås.
Ein kleiner Teil des Ortes (150 Einwohner auf 50 Hektar, 2015) liegt auf dem Territorium der östlich benachbarten Gemeinde Bollebygd.
Hindås war früher ein bekannter Wintersportort. Es gibt dort viele Jugendstil-Villen vom Beginn des 20. Jahrhunderts, die als Ferienhäuser für wohlhabende Göteborger errichtet wurden. Auch die Kirche ist in diesem Stil erbaut.
Kurt Tucholsky mietete 1929 in Hindås die Villa „Nedsjölund“ an, in der er von 1930 bis zu seinem Tode 1935 wohnte.